# Metagonyleptes pectiniger
Metagonyleptes pectiniger is een hooiwagen uit de familie Gonyleptidae.